# 冰障灣
67°45′S 081°15′E / 67.750°S 81.250°E
冰障灣是南極洲的海灣，位於瑪麗皇后地，是西冰架的西端，挪威製圖師根據該國探險隊的空中照片把海灣繪入地圖，現時由南極條約體系管理。